# Židovský hřbitov v Českém Těšíně
Židovský hřbitov Českém Těšíně byl zbudován roku 1926, kdy byla místní židovské obci vyčleněna část komunálního hřbitova (výstavba 1925). Dříve se židé pohřbívali na židovských hřbitovech na polské straně. Po rozdělení města se však dodržení všech pohřebních zvyklostí značně zkomplikovalo. V roce 1928 byla postavena řada hřbitovních budov (márnice, obřadní síň apod.) dle návrhu architekta Eugena Fuldy.
Náhrobky byly vyskládány do deseti pravidelných řad. Tvořeny byly z rozličných materiálů (žula, pískovec, umělý kámen).
Během nacistické okupace byl hřbitov značně poškozen. Pomníky jsou povalené a zarostlé břečťanem. Jen část nápisů je dodnes čitelná.